# David Perpetuini
David Perpetuini (Hitchin, 26 settembre 1979) è un calciatore inglese, di ruolo difensore.

## Carriera
Perpetuini esordisce in prima squadra con il Watford nel marzo del 1999: nel corso della stagione 1998-1999 segna un gol in 13 partite in Premier League. In seguito gioca ulteriori 6 partite in seconda divisione nel club, prima di trasferirsi nell'estate del 2001 al Gillingham, dove rimane fino al gennaio del 2005, segnando 5 reti in 86 presenze in seconda divisione con i Gills.
Qui, in 3 stagioni e mezzo, totalizza complessivamente 86 presenze e 5 reti in seconda divisione; passa quindi al Wycombe, club di quarta divisione, con cui disputa 2 partite. L'anno seguente gioca invece 7 partite in terza divisione al Walsall, per poi trasferirsi a campionato iniziato ai semiprofessionisti dello Stevenage, in National League. Gioca poi nella medesima categoria anche con i Rushden & Diamonds, per poi scendere in National League North (sesta divisione) al Kettering Town.
Nell'estate del 2007 scende in Southern Football League (settima divisione) ai Barton Rovers, giocando poi in questa categoria anche con Halesowen Town, Brackley Town, Hemel H. Town ed Aylesbury Utd, prima di scendere in ottava divisione per 2 stagioni all'Arlesey Town, per poi ritirarsi nel 2012.

## Palmarès

### Club

#### Competizioni nazionali
- Southern Football League Division One Central: 1

Arlesey Town: 2010-2011